# Dorf Mecklenburg
Dorf Mecklenburg là một đô thị tại huyện Nordwestmecklenburg, bang Mecklenburg-Vorpommern, miền bắc nước Đức.